# Hochalpenwidderchen

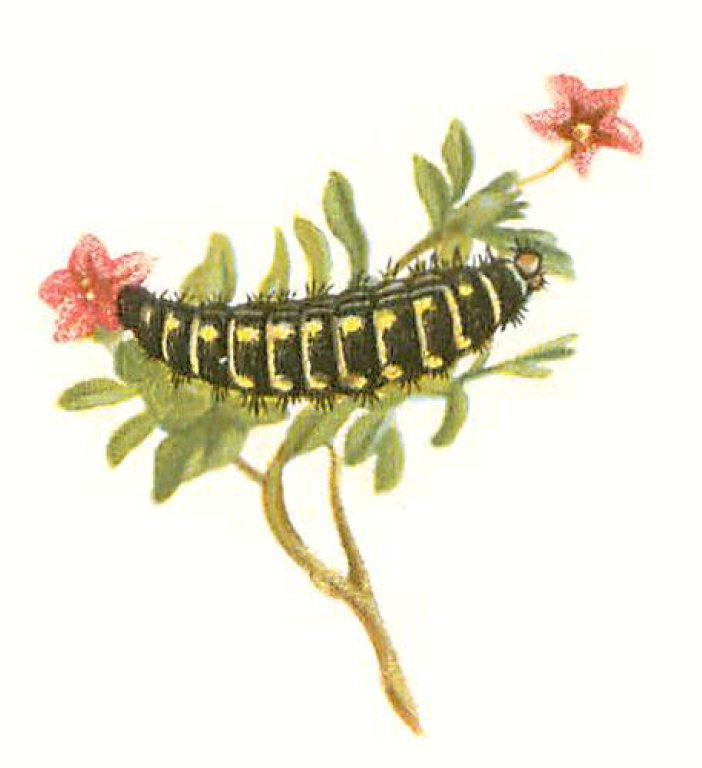
Raupe des Hochalpenwidderchens

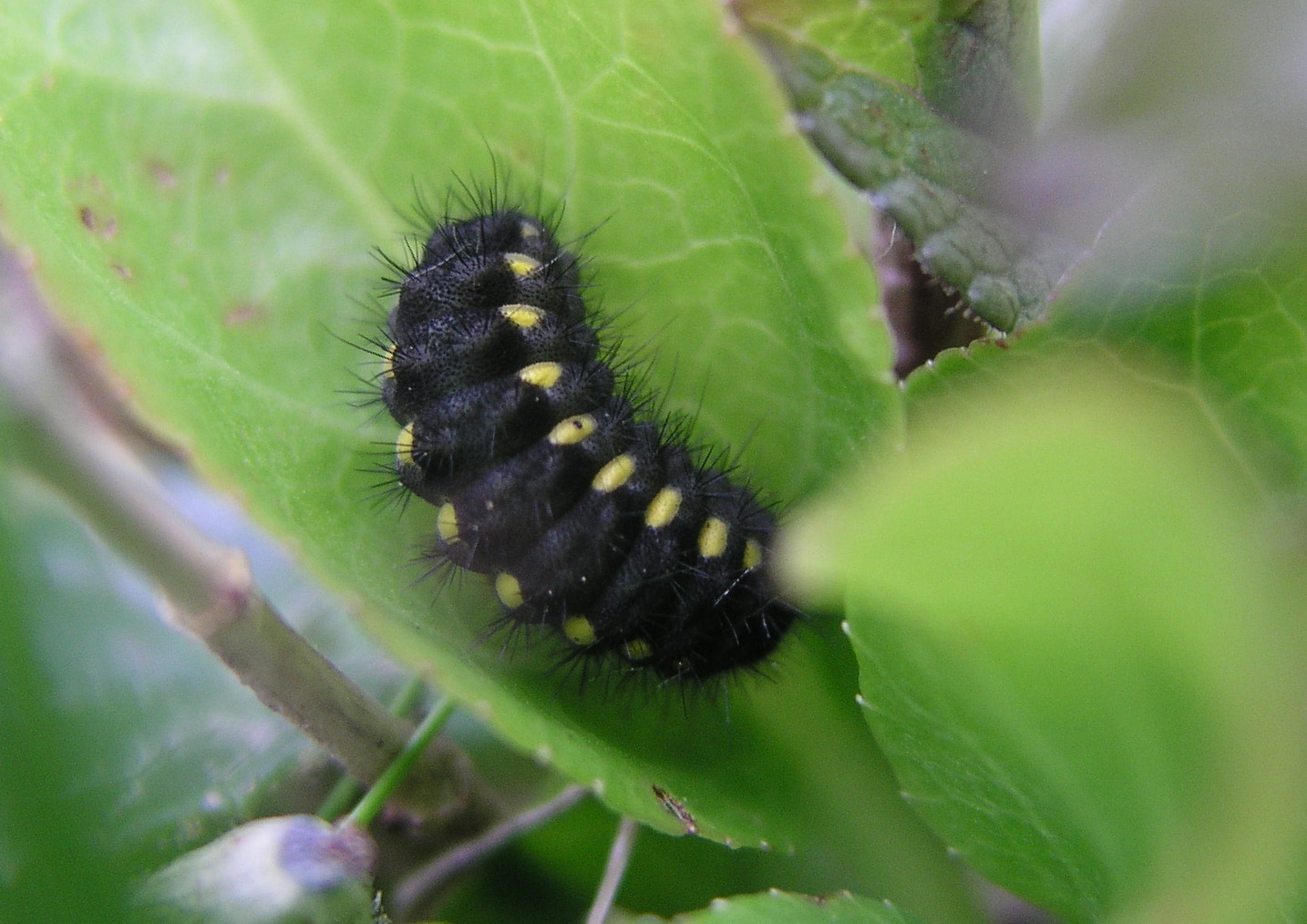
Raupe des Hochalpenwidderchens

Das  Hochalpenwidderchen (Zygaena exulans) ist ein Schmetterling (Nachtfalter) aus der Familie der Widderchen (Zygaenidae).

## Merkmale
Die Falter erreichen eine Flügelspannweite von 27 bis 30 Millimetern. Sie haben pergamentartige, mattgraue (Weibchen) bis schwarzgraue (Männchen) Vorderflügel, auf denen sich ein schmaler, langgezogener Fleck und vier weitere rote Flecken befinden. Der Fleck an der Flügelwurzel ist keilförmig, die übrigen sind oval oder rund. Die Hinterflügel sind rot mit grauem Außenrand und schwarzen Fransen. Der Körper ist wie bei vielen Hochgebirgs-Arten dicht behaart. Eine Verwechslung mit anderen Arten scheidet wegen des Vorkommens in großen Höhen in den meisten Fällen aus. Die Eier sind relativ groß, oval, oben etwas eingedrückt und von blassgelber Farbe. Die Raupen sind bis zu 20 mm lang, teils grünlich, teils samtschwarz, mit gelblichen Segmenteinschnitten und ebenso gefärbten ovalen Seitenflecken. Sie haben kurze, büschelweise gruppierte, weißliche Haare. Die Puppe ist braunschwarz und liegt in einem grauweißen, dünnschaligen Kokon.

## Vorkommen
Die Art kommt in hochgelegenen Gebieten vor, so u. a. in den Alpen, den Pyrenäen, den Abruzzen, den Karpaten und Schottland. Das Hochalpenwidderchen ist die einzige Rotwidderchen-Art in Mitteleuropa, die ausschließlich oberhalb der Baumgrenze anzutreffen ist, in der Schweiz sogar bis über 3300 Meter, in Österreich etwa im Großglockner-Gebiet und in Deutschland in den höchsten Lagen des Allgäus, dort in letzter Zeit aber nicht mehr beobachtet. Bevorzugte Biotope sind alpine Grasheiden und Geröllfluren.

## Lebensweise

### Flug- und Raupenzeiten
Die Falter fliegen von Juni bis August, gebietsweise sind sie sehr häufig. Da sie eine zweijährige Entwicklungszeit haben, ist die Häufigkeit jedoch von Jahr zu Jahr verschieden. Die Raupen überwintern zweimal, oft in einer Ansammlung von bis zu 100 Tieren in einem lockeren Gespinst. Die Verpuppung erfolgt in einem Kokon, der an Felsen angesponnen wird.

### Nahrung der Raupen
Die Raupen finden sich an vielen Pflanzenarten, hauptsächlich jedoch an folgenden Futterpflanzen:
- Gelbes Sonnenröschen (Helianthemum nummularium)
- Wundklee (Anthyllis vulneraria)
- Weiße Silberwurz (Dryas octopetala)
- Stängelloses Leimkraut (Silene acaulis)